# 沖繩返還協定
沖繩返還協定（日语：／）是日本和美國簽署的協定。1971年（昭和46年）6月17日簽署、1972年（昭和47年）5月15日正式生效，美國放弃从旧金山和约第三条获得的所有权利，并将该条所涉及日本领土及其领水的一切及任何行政、立法和司法权力返還日本，沖繩縣重新成立，實現舊金山和約以來的本土復歸。

## 背景
在1951年9月8日签订的舊金山和約第三条內容裡，日本表示将会同意美国向联合国提出的将琉球群岛、大东群岛等北纬29°以南日本领土提交联合国托管制度的任何提议，并在美国提出此等提议前，由美国取得以上地区的所有行政权、立法权、司法权。

## 概要
1969年11月21日，基於日本內閣總理大臣佐藤榮作和美國總統理查·尼克森在美國首都華盛頓的高峰會後發表的共同聲明，兩國政府交涉關於将美国在战后占领的琉球及大東群島等日本领土返還日本的具體協議。共同聲明發表18個月后，兩國最終于1971年6月就歸還的具體事宜簽署本協定。
條約簽署之際，議事錄達成一致，在同意議事錄以經緯度確認返還對象的地理範圍，包含釣魚台列嶼（日方称尖閣諸島）在內。

## 脚注
1. ↑  1972年（昭和47年）3月21日外務省告示第52号
2. ↑  .   [2019-11-07]. （原始内容存档于2019-11-07）.
3. ↑  1972年（昭和47年）1月19日『官報』資料版「第67国会で成立・承認された法律と条約の解説」
4. ↑  1972年（昭和47年）3月21日外務省告示第53号
5. ↑  1972年（昭和47年）5月10日『官報』資料版「沖縄復帰までの歩み 多年にわたる国民の願い実現」中「沖縄返還協定のおもな内容」

## 關連項目
- 舊金山和約
- 沖繩縣祖國復歸協議會
- 西山事件

## 外部連結
- 沖繩返還協定及び関係資料 （页面存档备份，存于）